# ژردی سانچس
ژردی سانچس (اسپانیایی: Jordi Sánchez‎؛ زادهٔ ۱۳ مهٔ ۱۹۶۴) بازیگر اهل اسپانیا است. وی دانش‌آموختهٔ رشتهٔ پرستاری در دانشگاه خودگردان بارسلونا است.
از فیلم‌ها یا برنامه‌های تلویزیونی که وی در آن نقش داشته‌است، می‌توان به دردسر قریب‌الوقوع اشاره کرد.